# Michaił Barysznikow – bajki z mojego dzieciństwa
Michaił Barysznikow – bajki z mojego dzieciństwa / Opowieści z mojego dzieciństwa (ang. Mikhail Baryshnikov's Stories from My Childhood  / Stories from My Childhood, (ros. Истории из моего детства) – Michaił Barysznikow prezentuje bajki swojego dzieciństwa. Kolekcja filmów animowanych ze skarbca rosyjskiej wytwórni Sojuzmultfilm. Seria była emitowana w TVP1 w latach 1997–1998 pod nazwą Opowieści z mojego dzieciństwa, następnie została wydana na DVD pod nazwą Michaił Barysznikow – bajki z mojego dzieciństwa.

## Królowa Śniegu(odc. 1)[2]

### Obsada (głosy)
- Kirsten Dunst jako Gerda
- Mickey Rooney jako Ole Zmruż-oczko
- Laura San Giacomo jako Chickie
- Kathleen Turner jako królowa śniegu

## Dzikie łabędzie(odc. 2)[3]

### Obsada (głosy)
- Danielle Brisebois jako Eliza
- James Coburn jako arcybiskup
- Cathy Moriarty jako Wrona
- JoBeth Williams jako królowa Hildegarda (macocha)

## Alicja i tajemnica trzeciej planety(odc. 3)[4]

### Obsada (głosy)
- Kirsten Dunst jako Alicja
- James Belushi jako Ptak Gadaczek
- Harvey Fierstein jako Grambo

## Iwan i zaczarowany kucyk(odc. 4)[5]

### Obsada (głosy)
- Rob Lowe
- Daphne Zuniga
- Héctor Elizondo

## Pinokio i złoty klucz(Odc. 5)[6]

### Obsada (głosy)
- Mel Ferrer jako Geppetto
- Joseph Mazzello
- Bill Murray

## Kopciuszek(Odc. 6)[7]

### Obsada (głosy)
- Sarah Jessica Parker jako narrator

## Dwanaście miesięcyiŚnieżynka(Odc. 7)[8]

### Obsada (głosy)
- Lolita Davidovich jako Christina
- Amanda Plummer jako królowa

## Ostatni płatek(odc. 8)[9]

### Obsada (głosy)
- Lacey Chabert jako Jenny
- Kathleen Turner jako Wróżka
- Malachi Pearson jako Victor

## Kiedy spełniają się życzenia(odc. 9)[10]

### Obsada (głosy)
- Martin Sheen jako Antonio
- Bobcat Goldthwait jako królewski doradca

## Piękna i Bestia – Opowieść o Karmazynowym Kwiecie(odc. 10)[11]/ Piękna i Bestia, czyli baśń o szkarłatnym kwiecie (wersja dwuczęściowa)[1][12]

### Obsada (głosy)
- Amy Irving jako Anastasia
- Tim Curry jako Bestia
- Robert Loggia jako ojciec

## Dziadek do orzechów(odc. 11)[13]

### Obsada (głosy)
- Shirley MacLaine jako narrator

## Książę i łabędź(odc. 12)[14]

### Obsada (głosy)
- Jessica Lange jako księżniczka Łabędź
- Timothy Dalton jako książę Gvidon
- Allan Rich jako Car Sałtan

## Złoty kogut(odc. 13)[15]

### Obsada (głosy)
- Cathy Moriarty jako księżniczka 'Shamakhan'
- Gregory Hines jako Car

## Wersja polska
„Mikhail Baryshnikov – Bajki z mojego dzieciństwa” – seria w Polsce wydana na DVD (pakiet 5 płyt). W zestawie:
- 1. Piękna i Bestia, Dzikie łabędzie, Kiedy spełniają się życzenia.
- 2. Kopciuszek, Pinokio i złoty klucz, Ostatni płatek.
- 3. Dziadek do orzechów, Dwanaście miesięcy, Śnieżynka.
- 4. Iwan i zaczarowany kucyk, Złoty kogut, Alicja i tajemnica trzeciej planety.
- 5. Książę i łabędź, Królowa śniegu.

### Dubbing
- W wersji polskiej udział wzięli: Hanna Kinder-Kiss i Adam Wnuczko[17]
- Tłumaczenie: Maciej Rosłoń